# 配音
配音 （英語：Dubbing），廣義指影片加入聲音的过程，狹義指配音員替角色配製聲音、為影視作品或電視動畫等加入負責內容說明的旁白。另外，戲劇演员的话音或歌声轉由别人配製的替代、现场收音出現錯漏或難以進行，由原演員重新為片段補回對白的過程，還有演員配上不需要露面的對白、背景旁述或者所演角色表達的自身想法，皆属于此類，即时外语传译则除外。
現今，除了默劇動畫，所有電視動畫都會有配音。代替原本語言的配音最常見在電影、動畫或劇集。外語作品經過本地語言配音後，接受度可以提高；但也有部分作品配音水平被部分觀眾認為不如原音或劇情遭删改，而使之受到恶评。

## 變音
進行配音工作，或多或少都須調整自身聲帶的發音呈現，尤其是戲劇和電視動畫（因得配合角色形象），而技巧則是建立在配音人員的聲音條件上，變音範圍亦取決於配音員的音域，同樣技巧產生的變音成果也會因人而異。

## 全球范围内

### 德國
德語配音市場，是歐洲的最大市場，擁有德國、奧地利、瑞士等地，接近8000萬人口的觀眾群。在德國，原音配字幕並不是主流，配音是外國電影進入市場的首要條件。其中按德國聯邦電影局，2013年的175部英語片中超過九成配音。德國配音員中，較有名的配音員有克里斯蒂安·布呂克納。

## 亚洲

### 台灣
台灣用国语配音一些外国电影和电视剧。直到20世纪90年代中期，主要的国内无线电视频道對所有外国节目和电影與一些流行的节目，都配有配音和字幕，而原始的声音提供在副聲道。然而，渐渐地，許多频道都停止了外國节目和电影的配音，僅提供字幕。
在2000年代，配音與否因节目的性质和起源而异。动画、儿童节目和 PTS 上的一些教育节目大多提供配音。日本电视剧通常不再被配音，韩国的综艺节目不配音。而韩剧、港剧和来自亚洲其他国家的戏剧仍然经常被配音。在电影院里，大多数外国电影没有配音，而动画电影和一些儿童电影则提供了配音版本。香港片有以官話配音的传统，而著名的影片则提供粤语版。

## 腳注
1. ↑  Erik Olsen. . 紐約時報中文網. 2014年8月28日  [2016年8月6日]. （原始内容存档于2017年3月5日） （中文（繁體））.